# Leuculopsis bilineata
Leuculopsis bilineata là một loài bướm đêm trong họ Geometridae.